# De baadster van Valpinçon
De baadster van Valpinçon (Frans: La baigneuse of Baigneuse Valpinçon), ook wel kortweg De baadster genaamd, is een schilderij van Jean Auguste Dominique Ingres uit 1808. Het geldt als een van de eerste meesterwerken van de schilder. Het toevoegsel Valpinçon verwijst naar een vroegere eigenaar van het werk, Paul Valpinçon. Het schilderij was een van de eerste in een lange serie naakten van de schilder. Sinds 1879 maakt het deel uit van de collectie van het Louvre.

## Voorstelling
In 1801 won Ingres de prestigieuze Prix de Rome, waarmee hij vier jaar in Rome kon gaan werken. Wegens geldgebrek bij de Academie kon het vertrek pas in 1806 plaatsvinden. Vanuit de Italiaanse hoofdstad stuurde hij in 1808 drie werken naar huis. Naast De baadster van Valpinçon was daar nog een schilderij van een naakte vrouw bij dat de schilder een jaar eerder had gemaakt en dat zich tegenwoordig in het Musée Bonnat in Bayonne bevindt. Vergeleken met deze eerdere versie maakt De baadster van Valpinçon een ingetogen en zelfs kuise indruk. Het werk valt vooral op door de prachtig geschilderde stoffen, zoals de fantasievolle tulband, de harmonische lijnen en het schitterende diffuse licht.
De belangrijkste inspiratie voor De baadster van Valpinçon vond Ingres in de Villa Farnesina in Rome, waar de door hem bewonderde Rafaël de loggia met fresco's beschilderd had. Een van de drie gratiën, die daar in een hoek geschilderd zijn, vertoont gelijkenis met Ingres' baadster. Daarnaast hebben een schilderij van Van Loo, Jonge vrouw gaat naar bed, en werken van maniëristen als Bronzino tot voorbeeld gediend.
In de jaren na het ontstaan van het kunstwerk bleef De baadster van Valpinçon nagenoeg onopgemerkt. Er kwamen pas lovende kritieken tijdens de wereldtentoonstelling van 1855 waar het schilderij tentoongesteld werd in het speciaal voor de tentoonstelling gebouwde Palais des Beaux-Arts.

Rembrandt lui-même envierait la couleur ambrée de ce torse pâle.

(Zelfs Rembrandt zou jaloers zijn geweest op het amber van dit bleke torso.)
— Edmond en Jules de Goncourt, La Peinture à l’Exposition Universelle de 1855

Ingres zelf zou in zijn latere carrière regelmatig terugkeren naar De baadster van Valpinçon. Zij vormt het archetype van zijn latere naakten. In enkele schilderijen citeert hij het werk zelfs letterlijk, zoals in Het Turkse bad uit 1862.

## Afbeeldingen

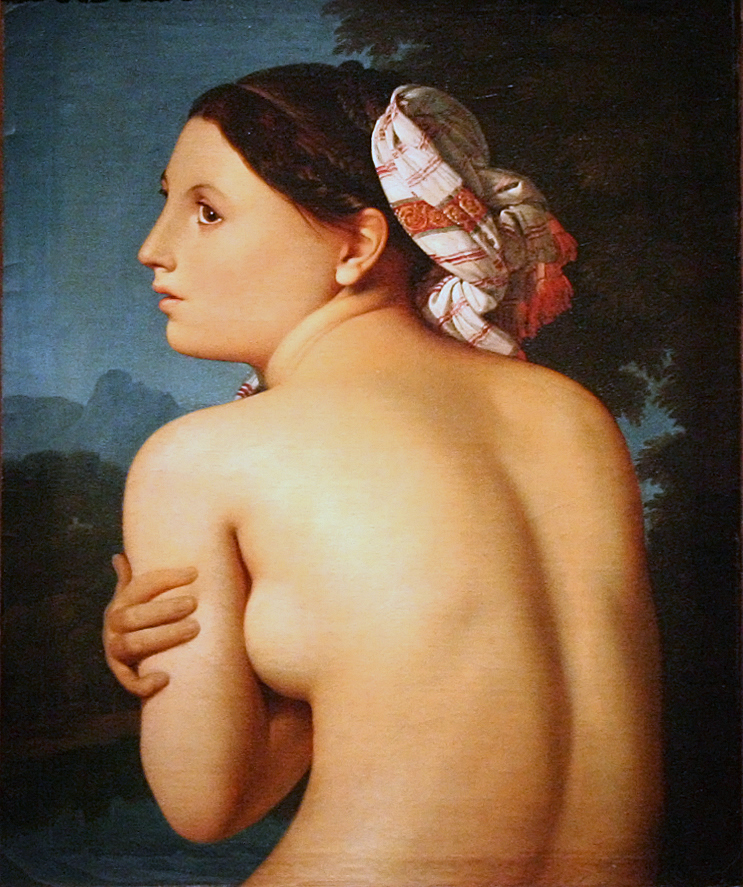
De baadster (1807)
Het Turkse bad (1862)
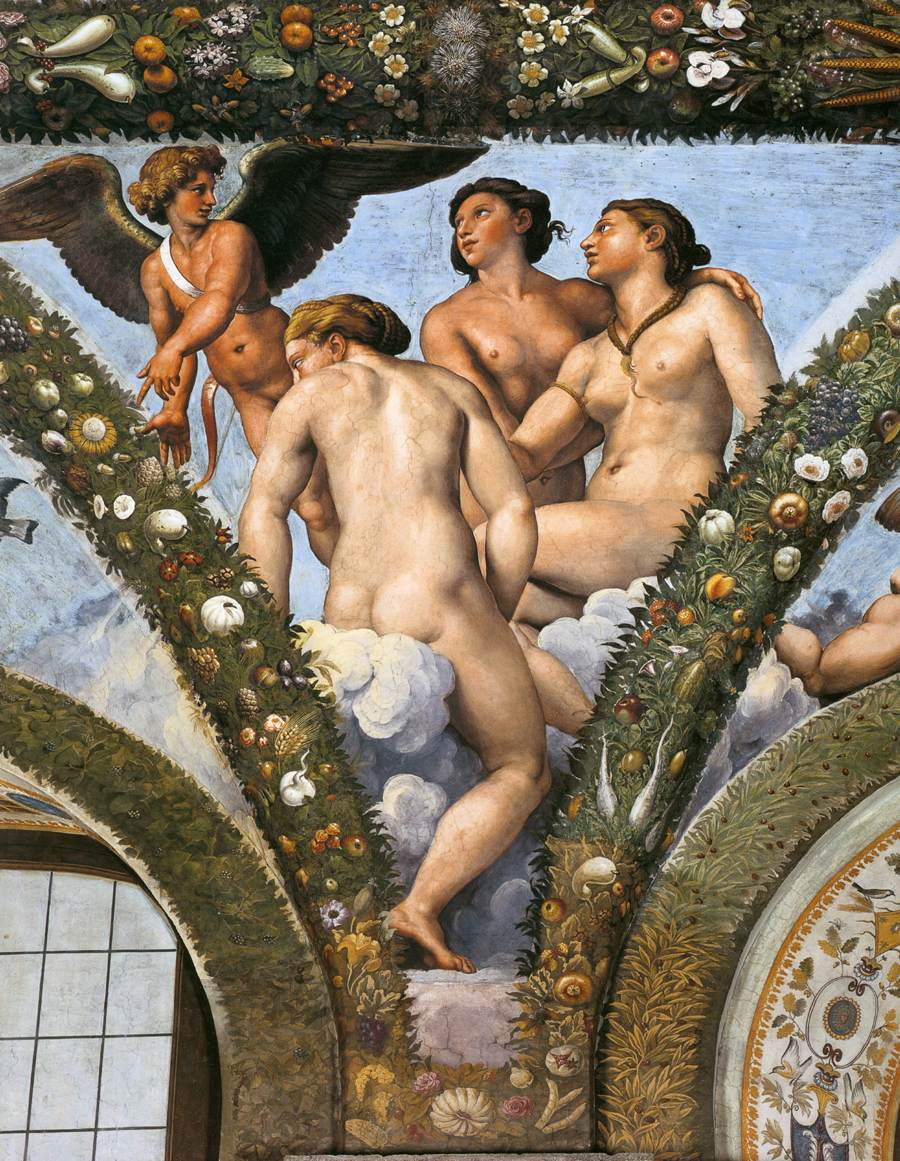
Cupido en de drie gratiën - Rafaël
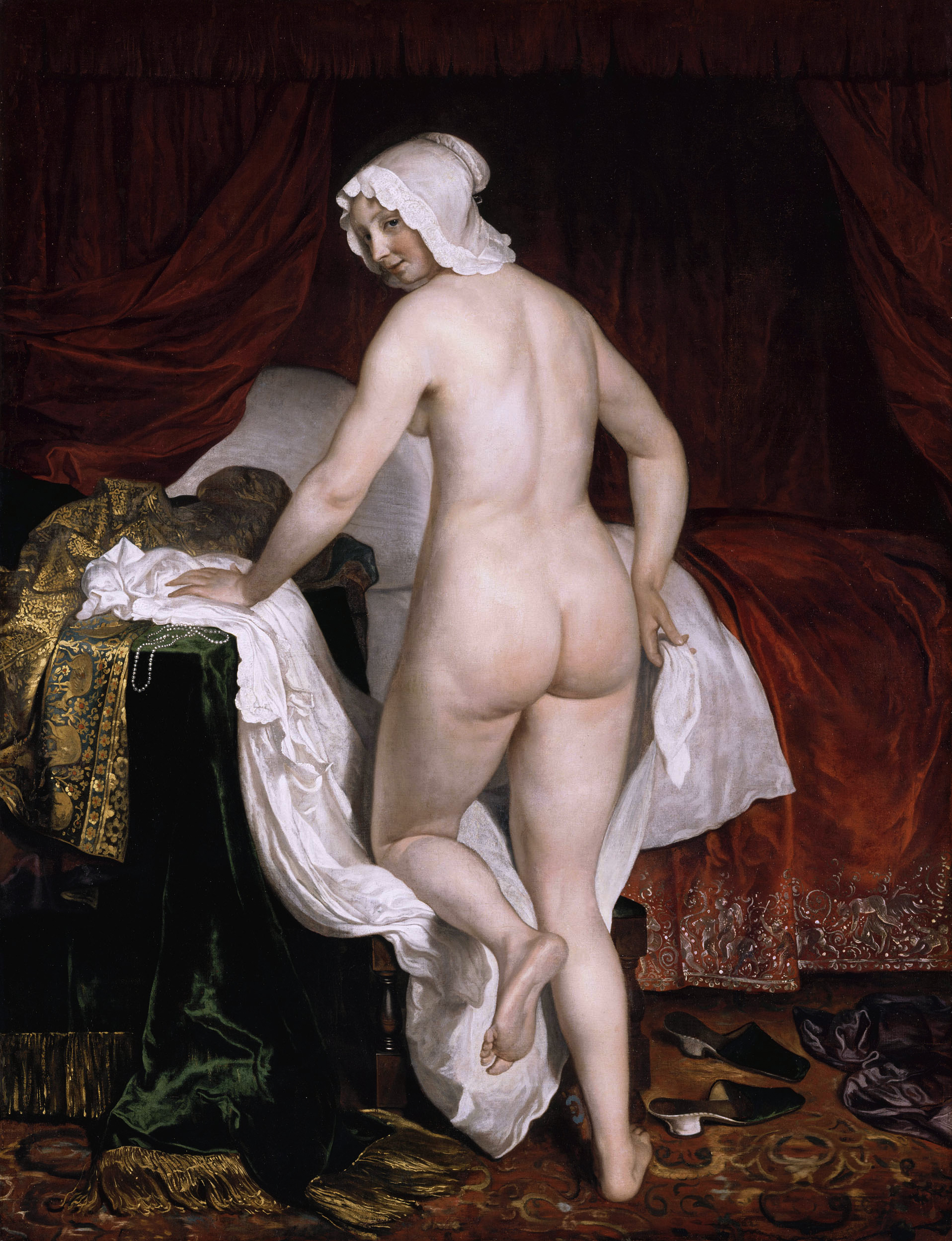
Jonge vrouw gaat naar bed - Jacob van Loo